# Odda, Ealdorman of Devon
Odda, også kendt som Oddune, var en ealdorman i Devon i 800-tallet. Han er kendt for sin sejr i slaget ved Cynwit i 878, hvor hans vestsaksiske tropper besejrede en vikingehær leder af Ubbe, der var bror til vikingehøvdingerne Ivar Benløs og Halfdan Ragnarsson.
Odda optræder som biperson i Bernard Cornwells romanserie The Saxon Stories, og i tv-serien kaldet The Last Kingdom, hvor han spilles af Simon Kunz. Oddas sejr i slaget bliver dog i romanerne tilskrevet Cornwells fiktive helt Uhtred.